# Ostrzeszów (gmina)
Ostrzeszów est une commune urbaine-rurale de la Voïvodie de Grande-Pologne et du powiat d'Ostrzeszów. Elle s'étend sur 187 km2 et comptait 23 614 habitants en 2010.

## Géographie
| - Plan de la gmina. - Situation de la gmina dans le powiat. |